# Głuszec (jezioro)
Głuszec (niem. Schwarzer See) – jezioro słodkowodne na Wzniesieniach Szczecińskich, położone w Parku Leśnym Arkońskim, na terenie miasta Szczecin. Zasilane jest wodami z potoku Żabiniec. Leży w bliskim sąsiedztwie Jeziora Goplany.
Głuszec powstał w wyniku obniżenia poziomu wód powierzchniowych, mającego miejsce na przełomie XIX i XX wieku w wyniku działalności gospodarczej i melioracyjnej. Obecnie jezioro służy jako zbiornik retencyjny.